# Портативна сонячна зарядна станція
Портативна сонячна зарядна станція, сонячний генератор (англ. Portable Power Station, Portable Solar Generator) є технічним рішенням, яке поєднує портативну електростанцію з сонячними панелями. Вона перетворює сонячну енергію, отриману сонячними панелями, в електричну з постійним струмом, а потім зберігає її в портативній електростанції для подальшого використання.

## Сфера застосування сонячних генераторів
Застосовуються в найрізноманітніших сферах: в дорожніх подорожах, на відпочинку в кемпінгу, полювання, рибалка, фото- і відео знімання, резервне джерело енергії дому для живлення пристроїв і приладів, коли немає електрики і багато іншого.

## Комплектація
По габаритам це приблизно той самий розмір і вага, як і невелика мікрохвильова піч.
Ці пристрої переважно являють собою великі батареї в захисних коробках, з вбудованими розетками змінного струму та іншими портами.
Зазвичай, професійний заводський зарядний пристрій оснащений цифровим дисплеєм з відображенням основної інформації щодо роботи пристрою, кнопкою вмикання/вимикання, вихідними портами USB-A для швидкого заряджання пристроїв, портом USB-C, роз'ємами виходу постійного струму (автомобільна розетка, автомобільний прикурювач), а також змінного струму, вентилятором, вхідним портом для заряджання від сонячної батареї. Присутня область виходу змінного струму 220—240 В.
Електростанції зазвичай мають сонячний контролер заряду. Це регулює потік енергії в батарею, щоб нічого не пошкодити під час переміщення електроенергії по системі.
Портативна електростанція також має інвертор, який є основним компонентом електростанції. Це та частина, яка перетворює енергію, яку панелі збирають від сонця, у придатну для використання форму енергії.

## Переваги
1. Сонячні батареї, які використовуються для заряду електростанції, зазвичай портативні. Саме це робить сонячні генератори таким універсальним інструментом. Є можливість виставляти панелі максимально ефективно та оптимально до положення сонця, щоб отримувати якомога більше сонячної енергії;
2. Станції не мають додаткових поточних витрат порівняно з бензиновими генераторами. Вони забезпечують необмежене джерело енергії від прямих сонячних променів, тому нема потреби купувати паливо. Вони також не мають рухомих частин, що означає менші витрати на обслуговування;
3. Ці пристрої виробляють придатну для використання енергію від сонця. Це означає, що ви отримуєте постійне постачання енергії, за яку вам не доведеться платити. Це може заощадити вам купу грошей протягом усього терміну служби вашої системи.

## Інвестиція в чисту енергетику
Купуючи сонячні генератори, треба пам'ятати про те, що вони вимагають значних початкових інвестицій. Вартість за такі високотехнологічні девайси коливається від 300 до 5000 доларів США. Середня ціна сонячного генератора в США становить близько $2000. В Україні є вже низка виробничих компаній, багато майстерень, які пропонують свої комплекти готових рішень з різною потужністю для різних цілей.
Тип акумуляторних батарей зарядних станцій: Lithium-Ion, Gel, AGM, Lead Carbon, OPzS solar.power, OPzV solar.power, solar.bloc та інші.
Ємність акумуляторних батарей складає до 5000 Ah. Вольтаж батарей: 6V, 12V, 12,8 V Lithium-Ion, 24V, 25,6 V Lithium-Ion, 48V, 48 V Lithium-Ion, High Voltage Lithium-Ion.